# 嶋野花
嶋野花（日语：／ Shimano Hana，8月17日—）是日本女性聲優，AXL ONE所屬。

## 經歷
2019年4月加入AXL ONE。在動畫《恰如細語般的戀歌》中首次主演。

## 出演作品
※粗體字為主要角色

### 電視動畫
2020年
- 貓娘樂園（天氣預報員、女性客）
- 蠟筆小新（園兒D）

2021年
- 青梅竹馬絕對不會輸的戀愛喜劇（AD）
- 再見了，我的克拉默（小林葵、合唱）
- 持續狩獵史萊姆三百年，不知不覺就練到LV MAX（咖啡廳的客人們）
- IDOLiSH7 Third BEAT!（女高中生B）
- 白沙的Aquatope（招待客）

2022年
- 與變成了異世界美少女的大叔一起冒險（女子們）
- 社畜想被幼女幽靈療癒。（女性社員A）
- 來自深淵 烈日的黃金鄉（艾爾）
- 金裝的維爾梅～瀕臨留級的學生與最強災害掉入魔法世界～（女子）
- Do It Yourself!!（女學生A）

2023年
- 異世界悠閒農家（莉芙、莉莉、菈菈薩、庫德兒）
- 不相信人類的冒險者們好像要去拯救世界（冒險者）
- 躍動青春（城崎）
- 萊莎的鍊金工房 ～常闇女王與秘密藏身處～（小孩A、村民C、村民B）
- 家裡蹲吸血姬的鬱悶（女學生B）
- 哥布林殺手II（新人冒險者）

2024年
- Wonderful 光之美少女！（小學生、繪麻、閃耀鹿、蟹江七海）
- 蔚藍檔案 The Animation（太妹B）
- 恰如細語般的戀歌（木野陽鞠[2]）
- 格鬥實況（店員）
- 神明渴求著遊戲。（女性）

2025年
- 男女之間存在純友情嗎？（不，不存在！）（女学生）
- 歲月流逝飯菜依舊美味（河合真子[3]）

### 遊戲
2019年
- 黑騎士與白魔王（弁財天）

2020年
- 女友伴身邊（音羽百合） - 接替西梛彩香
- 城姬Quest（伊根城[4]）

2022年
- ALICE Fiction 漂眇群像（高文）

## 外部連結
- 嶋野花 | AXL ONE （页面存档备份，存于）
- 嶋野花的X（前Twitter）